# Список правителей Кокандского ханства
Хан Кокандского ханства (Хан Коканда узб. Qo’qon xoni) — высшая государственная должность в Кокандском ханстве с 1798 года по 1876 год.
Титул хана в Кокандском ханстве носили правители узбекской династии Мингов.
Первым правителем Кокандского ханства был Шахрух-бий из узбекского рода Мингов.
Первые пять правители Кокандского ханства в период 1709—1801 годы правили страной с титулом бека.
Первый правитель из династии Мингов принявший титул хана был Алим-хан (1798—1809), последним был — Насриддин-хан (1876).
Верховным правителем Кокандского ханства считался хан. Данные по политической истории показывают, что личная власть правителя была во многом номинальной, символичной. В XIX веке она, максимально усилившись при Алим-хане, была постепенно сведена на нет, особенно в период регентства Алымкула. Ханская власть, будучи слабой, никогда не была прочной.

## Список правителей Кокандского ханства
| №  | Хан             | Годы жизни      | Правление                           | Примечание                                                  |
| -- | --------------- | --------------- | ----------------------------------- | ----------------------------------------------------------- |
| 1  | Шахрух-бий      | 1680—1722       | 1709—1721                           |                                                             |
| 2  | Абдурахим-бий   | 1700—1734       | 1721—1734                           |                                                             |
| 3  | Абдулкарим-бий  | 1701—1750       | 1734—1750                           |                                                             |
| 4  | Абдулрахман-бий | ?—1751          | 1750—1751                           |                                                             |
| 5  | Ирдана-бий      | 1720—1764       | 1751—1764                           |                                                             |
| 6  | Нарбута-бий     | 1749—1798       | 1764—1798                           |                                                             |
| 7  | Алим-хан        | 1774—1809       | 1798—1809                           | Первым из представителей династии Мингов принял титул хана. |
| 8  | Умар-хан        | 1787—1822       | 1809—1822                           |                                                             |
| 9  | Мухаммад Алихан | 1808—1842       | 1822—1842                           |                                                             |
| 10 | Шерали-хан      | 1790—1844       | 1842—1844                           |                                                             |
| 11 | Мурад-хан       | 1812—1845       | 1845                                | Правил 11 дней                                              |
| 12 | Худояр-хан      | 1829—1875       | 1845—1858, 1862 — 1863, 1865 — 1875 |                                                             |
| 13 | Малла-хан       | 1829—1875       | 1858—1862                           |                                                             |
| 14 | Насриддин-хан   | 1850—после 1876 | 1875                                |                                                             |
| 15 | Пулат-хан       | 1844—1876       | 1875 –1876                          |                                                             |
| 16 | Насриддин-хан   | 1850—после 1876 | 1876                                | Последний хан из династии Мингов                            |